# Кейо Лійнамаа
Кейо Лійнамаа(фін. Keijo Antero Liinamaa 6 квітня 1929, Мянття, Фінляндія — 28 червня 1980, Гельсінкі) — громадський і політичний діяч Фінляндії, 57-й прем'єр-міністр Фінляндії (1975).

## Життєпис
57-й прем'єр-міністр Фінляндії, міністр юстиції Фінляндії, міністр праці Фінляндії.
За освітою адвокат, спеціалізувався на галузі трудового права, працював у фінському Центральному союзі профспілок, сіті-менеджером міста Мянтя.
У 1965 — Національний посередник у трудових суперечках, запобіг виникненню кількох великих страйків.
У 1967 за дорученням прем'єр-міністра Рафаеля Паасіо Лійнамаа вів перемовини з організаціями роботодавців і профспілок, що привели в кінцевому підсумку до загальнонаціональної угоди про політику доходів. Входив до першого кабінету Теуво Аура як міністр юстиції, у другому кабінеті Теуво Аура обіймав посаду міністра праці з жовтня 1971 по лютий 1972.
Після виборів 1975, коли політичні партії Фінляндії не змогли домовитися про умови формування коаліційного уряду, президент Урго Кекконен призначив Лійнамаа на посаду прем'єр-міністра тимчасового уряду, на якій він перебував з червня по листопад 1975.